# لئا دالی لیون
لئا دالی لیون (انگلیسی: Lea Dali Lion; ۲۸ فوریهٔ ۱۹۷۴ – ۲۱ آوریل ۲۰۲۱) خواننده، موسیقی‌دان و ترانه‌سرای زن اهل استونی بود.
لیون در سال ۲۰۱۴ به سرطان سینه مبتلا شد. او در ۲۱ آوریل ۲۰۲۱ پس از ابتلا به کووید ۱۹ در تالین درگذشت.